# São Francisco do Brejão
São Francisco do Brejão – miasto i gmina w Brazylii, w Regionie Północno-Wschodnim, w stanie Maranhão.  
Ma powierzchnię 745,6 km². Według danych ze spisu ludności w 2010 roku gmina liczyła 10 261 mieszkańców, a gęstość zaludnienia wynosiła 13,76 osób/km². Dane szacunkowe z 2019 roku podają liczbę 11 798 mieszkańców. 
Gminę utworzono w 1994 roku, wcześniej tereny te administracyjnie były przynależne do gmin Imperatriz i Açailandia.